# ぼくの防空壕
『ぼくの防空壕』（ぼくのぼうくうごう）は、野坂昭如の小説、及びそれを原作としたアニメ。戦争童話集シリーズ第4作。

## NHK
1995年から1999年の8月に放送されていた「戦争童話集「忘れてはイケナイ物語り」」シリーズの一環として放送されたアニメ作品。
ナレーションは吉岡秀隆。

## テレビ朝日
2005年8月13日にテレビ朝日系「戦争童話」の一環としてアニメ化し放映

### スタッフ
- 原作：野坂昭如
- 画：黒田征太郎
- 企画：木村純一（テレビ朝日）、加藤良雄
- 監督・脚本・絵コンテ：竹内啓雄
- 演出：平井峰太郎
- キャラクターデザイン：関修一
- 作画監督：大久保修
- 美術監督：岡部真由美
- 撮影監督：箭内光一
- 編集：岡安肇
- 音響監督：大熊昭
- 音楽：相良まさえ
- 効果：武藤晶子（サウンドボックス）
- 色彩設計：今泉ひろみ
- プロデューサー：小久保聡（テレビ朝日）、山田俊秀
- 制作：テレビ朝日、シンエイ動画

### キャスト
- ゆうちゃん：大久保祥太郎
- 笠松哲雄：飛田展男
- 笠松友子：久川綾
- 友子の兄：中村大樹
- 秋子：摩味
- 洋平：手塚健介
- あやこ：戎怜菜
- 町内会長：亀井三郎
- 婆さん：佐藤智恵
- ラジオアナウンサー：太田真一郎
- ラジオの声：増田青容
- 奥さんA：仲嶋綾子
- 奥さんB：米森せい
- 笠松雄介：清川元夢
- ナレーション：折笠愛